# Casa de boges 3
Casa de boges 3 (títol original en francès: La Cage aux folles 3) és una pel·lícula francoitaliana dirigida per Georges Lautner, estrenada l'any 1985. És la continuació de Casa de boges i de Casa de boges 2. Ha estat doblada al català.

## Argument
Albin ha d'anar a Escòcia per rebre la fabulosa herència de la seva tia: un castell envoltat d'immenses terres, un títol ducal i, sobretot, un autèntic botí que podria solucionar d'una vegada per sempre totes les dificultats financeres del cabaret on treballa, Casa de boges. Però les condicions del testament precisen que no podrà rebre la seva herència fins després d'haver contret matrimoni, i ser pare d'un fill legítim, en 18 mesos.
Renato, el seu company, i l'autèntic propietari de la Casa de boges, decideixen d'empènyer-lo a casar-se. Davant la manca de motivació d'Albin, no vacil·la a utilitzar tots els mitjans per arribar al seu objectiu, fent-li creure que ha esdevingut heterosexual.

## Repartiment
- Michel Serrault: Albin Mougeotte / Zaza Napoli
- Ugo Tognazzi: Renato Baldi
- Antonella Interlenghi: Cindy
- Gianluca Favilla: Dulac
- Saverio Vallone: Mortimer Woodson
- Michel Galabru: Charrier
- Benny Luke: Jacob
- Stéphane Audran: Matrimonia
- Umberto Raho: Mestre Kennedy